# Opsies capra
Opsies capra là một loài bọ cánh cứng trong họ Cerambycidae.